# Bucht von Kupang
Die Bucht von Kupang liegt an der Südwestspitze der Insel Timor, die zu den Kleinen Sundainseln gehört.
An ihrem südlichen Ufer liegt die indonesische Stadt Kupang. Am Eingang der Bucht, die sich im Westen der Sawusee hin öffnet, liegt die kleine Insel Kera und vor der nördlich abschließenden Halbinsel das Eiland Tikus. Eine noch kleinere Insel liegt vor dem Nordufer der Bucht.
Die Bucht von Kupang gilt als der beste natürliche Hafen Timors, weswegen sie schon früh Ziel verschiedener Händler wurde, die auf Timor Sandelholz erwarben. Ende des 16. Jahrhunderts gründeten die Portugiesen hier einen Stützpunkt, später kamen die Niederländer, die 1640 in Kupang ihre erste dauerhafte Siedlung errichteten und so die bis heute bestehende politische Teilung Timors einleiteten.